# Novo Selo (Zelenikovo)
Pour les articles homonymes, voir Novo Selo.
Novo Selo (en macédonien Ново Село) est un village du nord de la Macédoine du Nord, dans la municipalité de Zelenikovo. Le village comptait 149 habitants en 2002.

## Démographie
Lors du recensement de 2002, le village comptait :
- Macédoniens : 144
- Serbes : 5